# Императорское Российское общество рыбоводства и рыболовства
Императорское Российское общество рыбоводства и рыболовства — общественная и научная организация Российской империи, объединявшая рыбопромышленников и рыбоводов. Деятельность общества была направлена на научные исследования и развитие в России рыбоводства. Действовало в период 1882—1917 годов. Право называться Императорским общество получило в 1896 году.

## История
Инициаторами создания общества стали: энтузиаст-рыбовод Василий Алексеевич Грейг — сын адмирала А. С. Грейга; зоологи Карл Фёдорович Кесслер и Оскар Андреевич Гримм. В число учредителей, кроме них, вошли также: Ф. В. Овсянников, А. И. Шренк, В. И. Вешняков, Н. М. Сольский, П. А. Васильчиков, Ф. С. Судакевич, К. А. Мушинский, Ф. Я. Семёнов, И. И. Зебек, И. Н. Пущин, Э. И. Ломач и др. В 1881 году министерство государственных имуществ утвердило устав, а 21 декабря состоялось первое собрание общества, на котором председателем был избран В. А. Грейг, секретарём О. А. Гримм. С 1893 года председателем был В. И. Вешняков, с 1905 года — О. А. Гримм.
К 1887 году общество насчитывало 153 члена; в 1902 году в нём состояло 278 человек, позже — более 300 человек без учёта членов региональных отделений. Первым региональным отделением общества в 1883 году стало Лифляндское (в Дерпте), вторым — Киевское; к 1906 году существовало уже 18 отделений.
С 1886 года общество под редакцией О. А. Гримма стало издавать ежемесячный «Вестник рыбопромышленности». А в 1912 году, сначала как приложение в «Вестнику», а затем как самостоятельный печатный орган, появилось издание «Рыбопромышленная жизнь», редактором которого был сначала И. Д. Кузнецов, а затем М. П. Сомов. В 1899—1903 году общество издавало на французском языке журнал «Международный обзор рыбоводства и рыболовства».
Для привлечения внимания к проблемам развития рыбоводства и рыболовства в России, общество организовывало рыбопромышленные выставки и съезды, а также конкурсы с присуждением, учреждённой в 1906 году, премии имени В. И. Вешнякова (золотая медаль или её стоимостной эквивалент). При обществе существовали библиотека и музей (Фонтанка, 119).
Просуществовало общество до 1917 года.